# John Hoskins
John Hoskins, död 1664, var en engelsk miniatyrmålare.
Hoskins var en god tecknare och kolorist, även om hans röda karnation är påfallande. De flesta av hans miniatyrer befinner sig i engelska privatsamlingar. John Hoskins, som var lärare till Samuel Cooper, hade även en mindre berömd son och namne, verksam inom samma gebit.